# (39635) Kusatao
(39635) Kusatao (1994 YL) – planetoida z pasa głównego asteroid okrążająca Słońce w ciągu 5,3 lat w średniej odległości 3,04 j.a. Odkryta 27 grudnia 1994 roku.